# Vindula pura
Vindula pura är en fjärilsart som beskrevs av Swinhoe 1894. Vindula pura ingår i släktet Vindula och familjen praktfjärilar. Inga underarter finns listade i Catalogue of Life.